# Meore Liga
Liga 3 (do 2017 Meore Liga) – od 1990 roku trzecia klasa rozgrywek ligowych w piłkę nożną w Gruzji, rozgrywana pod patronatem Gruzińskiego Związku Piłki Nożnej (საქართველოს ფეხბურთის ფედერაცია). Obecnie w rozgrywkach staruje 16 klubów. Zespół, które na koniec sezonu zajmuje miejsce 1., awansuje bezpośrednio do Erownuli Liga 2, natomiast zespoły 2. i 3. walczą o awans do Erownuli Liga 2 z zespołami 8. i 9. z najwyższej klasy rozgrywkowej.

## Kluby
Sezon: 2025
- Aragwi
- Bachmaro
- Betlemi
- Bordżomi
- Didube
- SK Gardabani
- SK Gori
- Lokomotiwi-2
- Kolcheti Chobi
- Margveti 2006
- Merani Tbilisi
- Odishi 1919
- Orbi
- Szturmi
- Warketili
- WIT Georgia

Źródło